# Mormyrus subundulatus
Mormyrus subundulatus is een straalvinnige vissensoort uit de familie van de tapirvissen (Mormyridae). De wetenschappelijke naam van de soort is voor het eerst geldig gepubliceerd in 1989 door Roberts.